# Forcelles-Saint-Gorgon
Forcelles-Saint-Gorgon ist eine französische Gemeinde mit 159 Einwohnern (Stand: 1. Januar 2022) im Département Meurthe-et-Moselle in der Region Grand Est (vor 2016 Lothringen). Sie gehört zum Arrondissement Nancy und zum Kanton Meine au Saintois.

## Geografie
Forcelles-Saint-Gorgon im Norden der Landschaft Saintois liegt etwa 27 Kilometer südsüdwestlich von Nancy.
Umgeben wird Forcelles-Saint-Gorgon von den Nachbargemeinden Quevilloncourt im Norden, Tantonville im Nordosten und Osten, Praye im Süden, Chaouilley im Südwesten sowie Vroncourt im Westen.

## Geschichte

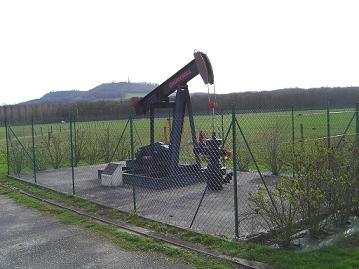
Ölförderpumpe in Forcelles-Saint-Gorgon

Auf dem Gebiet der Gemeinde Forcelles-Saint-Gorgon fand man im Jahr 1955 Erdöl. Erst während der Ölkrise in den 1970er Jahren wurde eine Förderung interessant und lukrativ. Die Firma Geomatic begann 1979 mit seismischen Untersuchungen und Probebohrungen. Die Ölförderung begann 1983. Die neu gegründete Société de Recherche et d'Exploitation du Pétrole en Lorraine (REPLOR), später PETROLOR, war mit anderen großen Unternehmen verbunden. Zu Beginn der Ausbeutung förderten elf Bohrtürme bis zu 20.000 Liter leichtes Rohöl pro Tag. Schwierigkeiten mit den großen Ölförder-Firmen und Probleme in der Verwaltung führten zur Schließung des Unternehmens in den 1990er Jahren. Zwischen dem 27. Mai 1983 und dem 31. Dezember 1998 wurden insgesamt 13.698 Tonnen Öl gefördert. An die Zeit der Ölförderung erinnert heute nur noch ein kleines Denkmal zwischen Forcelles und der Nachbargemeinde Praye. 

## Bevölkerungsentwicklung
| Jahr                       | 1962 | 1968 | 1975 | 1982 | 1990 | 1999 | 2006 | 2019 |
| Einwohner                  | 157  | 146  | 129  | 133  | 153  | 143  | 143  | 138  |
| Quellen: Cassini und INSEE |      |      |      |      |      |      |      |      |

## Sehenswürdigkeiten
- Kirche La Conversion-de-Saint-Paul aus dem 15. Jahrhundert, Monument historique
- Reste des zerstörten Schlosses
- Wasserturm

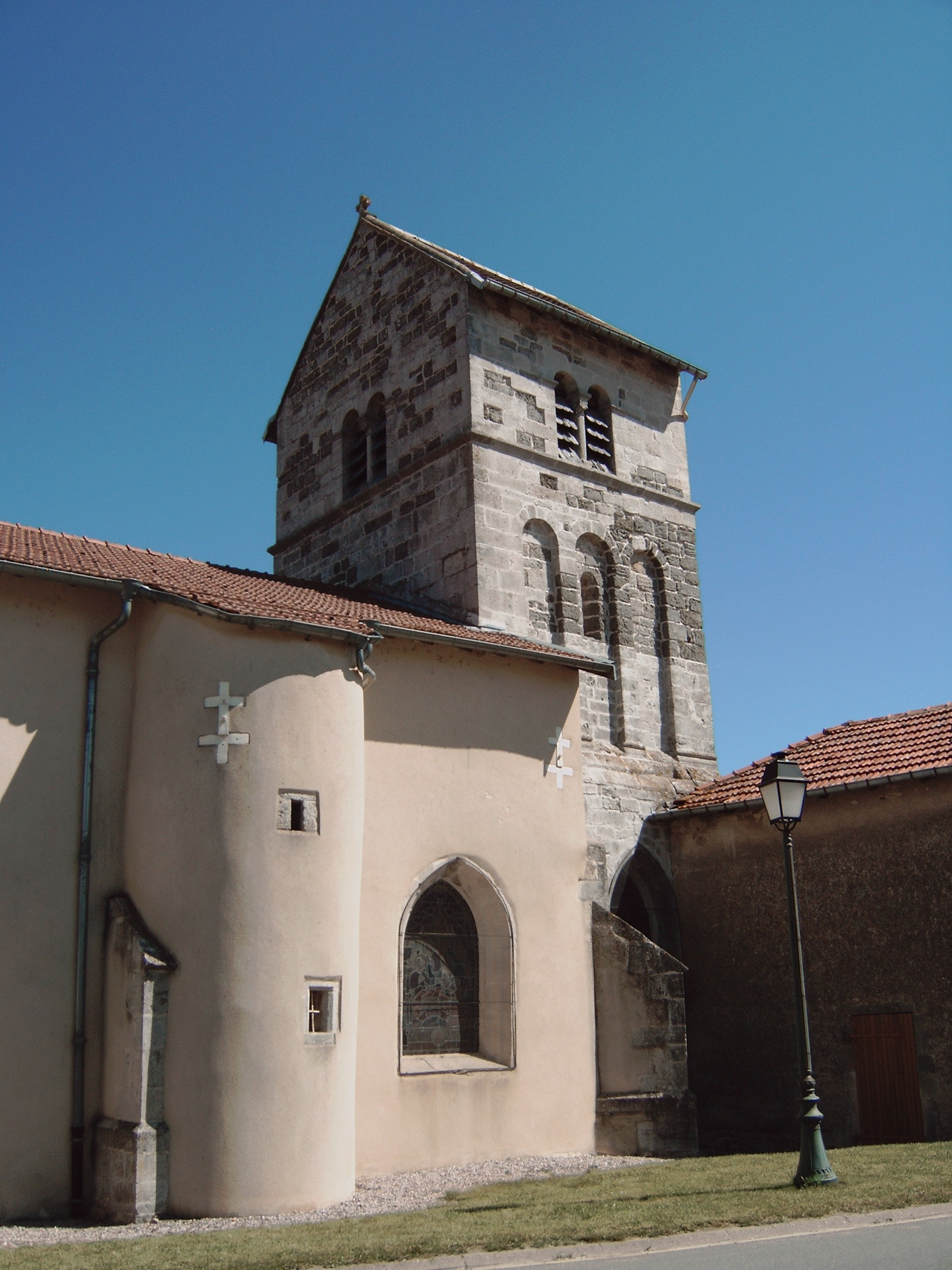
Kirche La Conversion-de-Saint-Paul
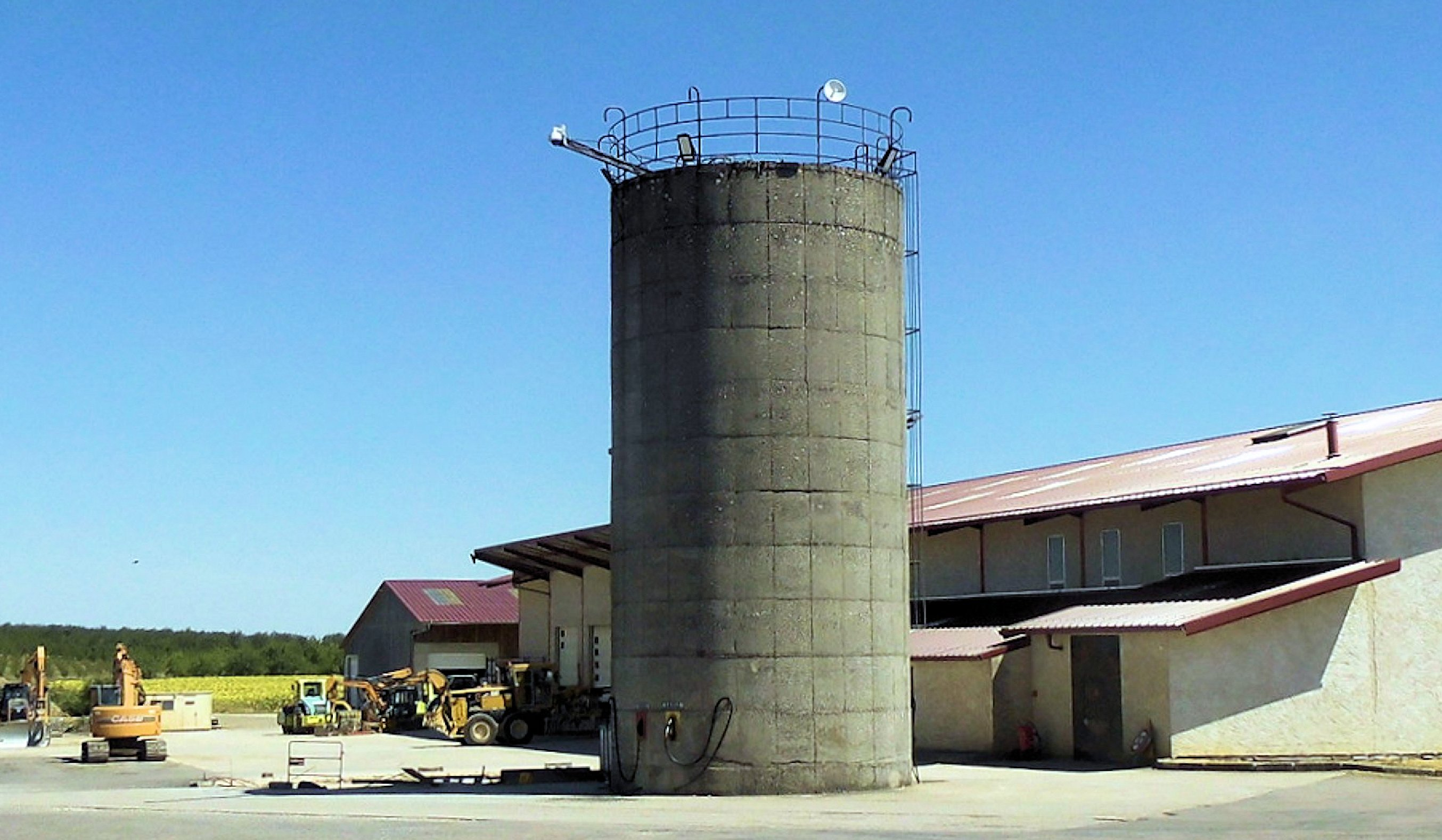
Wasserturm